# Бенуа Бастьєн
Бенуа Бастьєн (фр. Benoît Bastien; нар. 17 квітня 1983, Епіналь, Франція) — французький футбольний арбітр.

## Кар'єра
Суддею почав працювати 2009 року, судив матчі другої Ліги. З 2011 року судить матчі Ліги 1. З 2014 обслуговує матчі Ліги чемпіонів УЄФА, Ліги Європи УЄФА.
Влітку 2016 обслуговував матчі чемпіонату Європи, як четвертий суддя та додатковий помічник рефері.
З 2016 обслуговує матчі між національними збірними зони УЄФА, зокрема судив матч у групі C між збірними Норвегії та Сан-Марино 4:1.
У червні 2017 обслуговував матчі молодіжного чемпіонату Європи, зокрема і фінальний матч між збірними Іспанії та Німеччини.
У травні-червні 2019 обслуговував матчі молодіжного чемпіонату світу в Польщі.

## Статистика
| Сезон     | Турніри       | Матчі | Жовті картки | Червоні картки |
| --------- | ------------- | ----- | ------------ | -------------- |
| 2009-2010 | Кубок Франції | 2     | 3            | 2              |
| 2010-2011 | Кубок ліги    | 1     | 7            | 0              |
| 2010-2011 | Кубок Франції | 3     | 7            | 0              |
| 2010-2011 | Ліга 2        | 16    | 59           | 3              |
| 2011-2012 | Кубок ліги    | 1     | 3            | 0              |
| 2011-2012 | Кубок Франції | 2     | 8            | 1              |
| 2011-2012 | Ліга 1        | 14    | 51           | 1              |
| 2011-2012 | Ліга 2        | 5     | 25           | 4              |
| 2012-2013 | Кубок ліги    | 2     | 2            | 0              |
| 2012-2013 | Кубок Франції | 2     | 2            | 0              |
| 2012-2013 | Ліга 1        | 19    | 66           | 8              |
| 2012-2013 | Ліга 2        | 3     | 8            | 1              |
| 2013-2014 | Кубок ліги    | 2     | 6            | 0              |
| 2013-2014 | Кубок Франції | 2     | 4            | 0              |
| 2013-2014 | Ліга 1        | 19    | 59           | 4              |
| 2013-2014 | Ліга 2        | 1     | 1            | 0              |
| 2014-2015 | Кубок ліги    | 1     | 1            | 0              |
| 2014-2015 | Кубок Франції | 2     | 3            | 1              |
| 2014-2015 | Ліга 1        | 16    | 62           | 5              |
| 2014-2015 | Ліга 2        | 2     | 6            | 1              |
| 2014-2015 | Ліга Європи   | 1     | 4            | 0              |
| 2015-2016 | Кубок ліги    | 3     | 7            | 1              |
| 2015-2016 | Кубок Франції | 2     | 3            | 0              |
| 2015-2016 | Ліга 1        | 18    | 74           | 3              |
| 2015-2016 | Ліга 2        | 1     | 3            | 0              |
| 2015-2016 | Ліга Європи   | 4     | 17           | 1              |

 : Станом на 31.05.2016 

## Матчі національних збірних
| Дата              | Місце проведення  | Збірні                | Рахунок | Турнір               | ЖК | YK · YK · RK | RK |
| ----------------- | ----------------- | --------------------- | ------- | -------------------- | -- | ------------ | -- |
| 13 листопада 2015 | Кардіфф, Уельс    | Уельс – Нідерланди    | 2 – 3   | Товариський матч     | 3  | 0            | 0  |
| 1 вересня 2016    | Брюссель, Бельгія | Бельгія – Іспанія     | 0 – 2   | Товариський матч     | 0  | 0            | 0  |
| 11 жовтня 2016    | Осло, Норвегія    | Норвегія – Сан-Марино | 4 – 1   | Кваліфікація ЧС 2018 | 4  | 0            | 0  |